# Port lotniczy Quebéc-Jean Lesage
Port lotniczy Quebéc-Jean Lesage (IATA: YQB, ICAO: CYQB) – międzynarodowy port lotniczy położony 11,1 km na południowy zachód od centrum Quebecu, w prowincji Quebec, w Kanadzie.